# ГЕС Альпаслан 2
ГЕС Альпаслан 2 (тур. Alpaslan-2 Barajı) – гідроелектростанція, що споруджується на південному сході Туреччини. Знаходячись між ГЕС Альпаслан 1 (вище по течії) та ГЕС Yukarı Kaleköy, входитиме до складу каскаду на Мураті (лівий витік Євфрату).
В межах проекту річку перекриють кам'яно-накидною греблею із глиняним ядром висотою 116 метрів (від фундаменту, висота від дна річки – 99 метрів), довжиною 844 метри (з урахуванням водоскидної секції 936 метрів) та товщиною по гребеню 12 метрів, яка потребуватиме 12,5 млн м3 матеріалу. На час будівництва вода відводиться за допомогою двох тунелів довжиною 0,88км  та 0,9 км з діаметрами по 8 метрів. Гребля утримуватиме водосховище з площею поверхні від 35 км2 до 54,7 км2 та об’ємом 2097 млн м3, в т.ч. корисний об’єм 1099 млн м3, що забезпечуватиметься коливанням рівня у операційному режимі між позначками 1340 та 1368 метрів НРМ. 
Подачу води до пригреблевого машинного залу організують через тунелі, якими відводилась вода під час будівництва. Вони продовжуватимуться короткими (0,16 – 0,17 км) напірними водоводами діаметром по 6,3 метра, кожен з яких розгалужуватиметься на два діаметрами 4,5 метра і 2,4 метра. Основне обладнання станції становитимуть чотири турбіни типу Френсіс – дві потужністю по 115 МВт та дві по 31 МВт. При напорі від 84,5 до 97,9 метра вони повинні забезпечувати виробництво 734 млн кВт-год електроенергії на рік. 
Видача продукції відбуватиметься по ЛЕП, розрахованій на роботу під напругою 154 кВ.
Введення електростанції в експлуатацію заплановане на 2020 рік. Окрім виробництва енергії, комплекс забезпечуватиме зрошення 68 тисяч гектарів земель.